# Lago Tōya

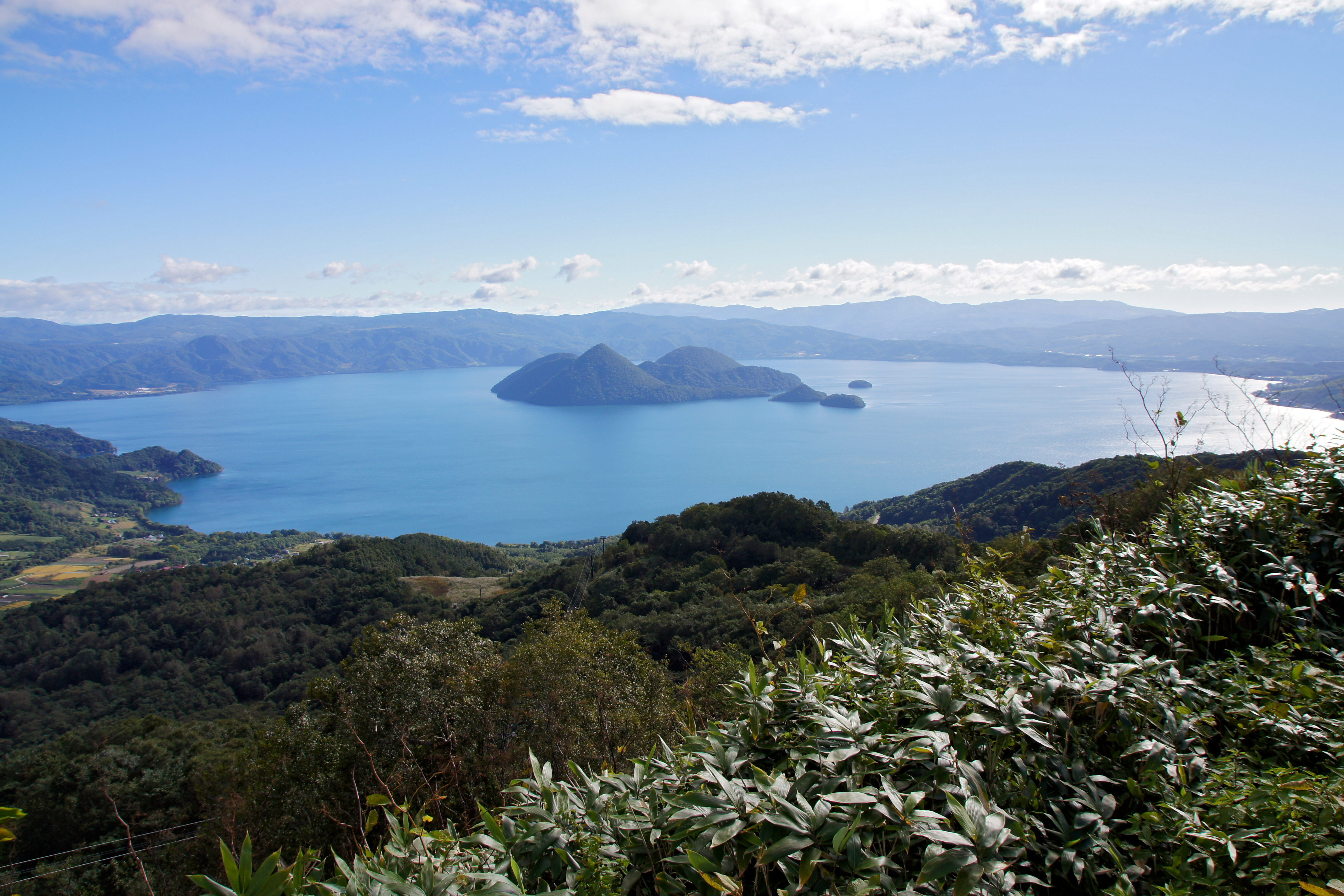

O Lago Tōya (洞爺湖, Tōya-ko) é um lagode caldeira vulcânica no Parque Nacional Shikotsu-Toya, distrito de Abuta, Hokkaido, Japão. Ele é uma parte do "Geoparque Global Vulcânico da Caldeira de Toya e Usu" que faz parte da Rede Mundial de Geoparques. Este estratovulcão do Monte Usu situa-se na margem sul da caldeira. O lago é aproximadamente circular, tendo 10 quilômetros de diâmetro de leste a oeste e 9 quilômetros de norte a sul. A maior vila do lago, Tōyako, localiza-se em sua margem occidental. A vila de Sōbetsu localiza-se do outro lado do lago.
O Lago Tōya é o lago mais ao norte do Japão que nunca congela, e o segundo maior lago transparente do Japão. Nakano-shima, uma ilha no meio do lago, abriga o Museu Florestal do Lago Tōya .
O Lago Tōya era chamado pelo ainus de Kim'un-to (キムウン (kim'un) significa "na montanha" e ト (to) significa "lago"). No período Meiji, os pioneiros japoneses deram ao lago o nome de Tōya devido à expressão ainu to ya, que significa "terra do lago."
A Reunião de 2008 do G8 aconteceu no Lago Tōya, no The Windsor Hotel Toya Resort & Spa.
O Lago Tōya é gravado no bokken de Gintoki Sakata, o personagem principal de Gintama.